# Corrupção

Um mapa mostrando o Índice de Percepção da Corrupção no mundo em 2023; uma pontuação mais alta indica menores níveis de corrupção.
100 – 90
89 – 80
79 – 70
69 – 60
59 – 50
49 – 40
39 – 30
29 – 20
19 – 10
9 – 0
Sem dados

Corrupção é uma forma de desonestidade ou crime praticado por uma pessoa ou organização a quem é confiada uma posição de autoridade, a fim de obter benefícios ilícitos ou abuso de poder para ganho pessoal. A corrupção pode envolver muitas atividades que incluem o suborno, o tráfico de influência e a apropriação indébita além de também poder envolver práticas que são legais em muitos países.
A corrupção e o crime são ocorrências sociológicas endêmicas que aparecem com frequência regular em praticamente todos os países em escala global em graus e proporções variados. Cada nação individual aloca recursos domésticos para o controle e regulação da corrupção e a dissuasão do crime. As estratégias adotadas para combater a corrupção são frequentemente resumidas sob o termo genérico anticorrupção. Além disso, iniciativas globais como as o Objetivo de Desenvolvimento Sustentável 16 parte dos Objetivos de Desenvolvimento Sustentável das Nações Unidas também têm o objetivo específico de reduzir substancialmente a corrupção em todas as suas formas.
A Transparência Internacional define corrupção como o uso indevido de poder confiado a alguém, com o objetivo de obter vantagens pessoais.

## Etimologia
A palavra "corrupção" deriva do termo latino corruptiōnem, que é o caso acusativo singular de corruptiō. Este termo, por sua vez, origina-se da junção, com assimilação da consoante nasal, do prefixo com- (que provavelmente atua como um intensificador) ao radical ruptiō (que significa rompimento). Santo Agostinho, em sua obra, propôs uma explicação alternativa para a origem do termo, associando-o à combinação de cor (que significa coração) e ruptus (rompido). No entanto, fontes contemporâneas não confirmam essa interpretação.

## Escalas de corrupção
Stephen D. Morris, um professor de política, escreve que a corrupção política é o uso ilegítimo do poder público para beneficiar um interesse privado. O economista Ian Senior define a corrupção como uma ação para (a) fornecer secretamente (b) um bem ou um serviço a um terceiro (c) para que ele ou ela possa influenciar determinadas ações que (d) beneficiem o corrupto, um terceiro ou ambos (e) em que o agente corrupto tem autoridade. Daniel Kaufmann, economista do Banco Mundial, estende o conceito para incluir a "corrupção legal", em que o poder é abusado dentro dos limites da lei - aqueles com poder geralmente têm a capacidade de fazer leis para sua proteção. O efeito da corrupção na infraestrutura é aumentar os custos e o tempo de construção, diminuir a qualidade e diminuir o benefício.
A corrupção pode ocorrer em diferentes escalas. A corrupção varia de pequenos favores entre um pequeno número de pessoas (pequena corrupção), à corrupção que afeta o governo em grande escala (grande corrupção) e à corrupção que é tão prevalente que faz parte da estrutura cotidiana da sociedade, incluindo a corrupção como um dos sintomas do crime organizado.

### Pequena corrupção
A "pequena corrupção" ocorre em uma escala menor e ocorre no final da implementação dos serviços públicos quando os funcionários públicos se encontram com o público. Por exemplo, em muitos lugares pequenos, como escritórios de registro, estações de polícia e muitos outros setores privados e governamentais.

### Grande corrupção
A "grande corrupção" é definida como a corrupção que ocorre nos níveis mais altos do governo de uma maneira que requer uma subversão significativa dos sistemas políticos, legais e econômicos. Tal corrupção é comumente encontrada em países com governos autoritários ou ditatoriais, mas também naqueles que não possuem o policiamento adequado da corrupção.
O sistema governamental em muitos países é dividido em ramos legislativo, executivo e judiciário na tentativa de fornecer serviços independentes menos sujeitos à grande corrupção devido à sua independência um do outro.

### Corrupção sistêmica
"Corrupção sistêmica" (ou "corrupção endêmica") é a corrupção, que é principalmente devido às fraquezas de uma organização ou processo. Pode ser contrastada com funcionários ou agentes individuais que atuam de forma corrupta dentro do sistema.
Fatores que incentivam a corrupção sistêmica incluem incentivos conflitantes; poderes discricionários (isto é, sem limites); poderes monopolísticos; falta de transparência; baixos salários e uma cultura de impunidade. Os atos específicos de corrupção incluem "suborno, extorsão e desfalque" em um sistema em que "a corrupção se torna a regra e não a exceção". Os estudiosos distinguem entre corrupção sistêmica centralizada e descentralizada, dependendo de qual nível de corrupção estatal ou governamental ocorre; em países como os estados pós-soviéticos ocorrem ambos os tipos.
Alguns estudiosos argumentam que existe um dever dos governos ocidentais de lutar contra a corrupção sistemática dos governos dos países subdesenvolvidos.

## Tipos de corrupção
Uma das formas mais comuns em que se pode classificar as corrupções é a divisão entre corrupção ativa e passiva. A corrupção ativa ocorre quando se oferece vantagem indevida a um funcionário público em troca de algum benefício. Por outro lado, a corrupção passiva só pode ser praticado por funcionário público. O simples ato de oferecer proposta ilícita é o suficiente para caracterizar o crime, não sendo necessário que o outro aceite.
A expressão "corrupção sistêmica" é utilizada quando a prática de corrupção se torna generalizada e abrange diversos setores da sociedade, principalmente o governo e grandes empresas, de forma que a prática se torne rotineira ou normal. Em outras palavras, é quando a corrupção se torna parte do sistema.
No Brasil, a Operação Lava Jato é considerada como um dos grandes esforços contra a corrupção sistêmica, porém controvérsias da atuação de Sergio Moro, Deltan Dallagnol e outros colocaram a reputação da própria operação em cheque, especialmente após o escândalo da Vaza Jato. Com o passar do tempo e evidências de conluio, processos foram anulados pelo ministro Dias Toffoli e, mesmo em 2025, pedidos nesse sentido seguiram sendo feitos.

## Corrupção e crescimento econômico
A corrupção pode impactar negativamente a economia tanto diretamente, por exemplo, por meio de evasão fiscal e lavagem de dinheiro, quanto indiretamente, ao distorcer a concorrência leal e os mercados justos e ao aumentar o custo dos negócios. Está fortemente associada negativamente com a participação do investimento privado e, portanto, reduz a taxa de crescimento econômico.
A corrupção reduz os retornos das atividades produtivas. Se os retornos da produção caírem mais rapidamente do que os retornos das atividades de corrupção e rent-seeking, os recursos fluirão das atividades produtivas para as atividades de corrupção ao longo do tempo. Isso resultará em um estoque menor de insumos produzíveis, como capital humano, em países corrompidos.
A corrupção cria a oportunidade para o aumento da desigualdade, reduz o retorno das atividades produtivas e, portanto, torna mais atraentes as atividades de rentismo e corrupção. Essa oportunidade de aumentar a desigualdade não apenas gera frustração psicológica para os desprivilegiados, mas também reduz o crescimento da produtividade, o investimento e as oportunidades de emprego.
Alguns especialistas sugeriram que a corrupção realmente estimulou o crescimento econômico nos países do leste e sudeste asiático. Um exemplo frequentemente citado é a Coreia do Sul, onde o presidente Park Chung-hee favoreceu um pequeno número de empresas, e mais tarde usou essa influência financeira para pressionar esses chaebol a seguir a estratégia de desenvolvimento do governo. Este modelo de corrupção de 'participação nos lucros' incentiva os funcionários do governo a apoiar o desenvolvimento econômico, já que eles se beneficiariam financeiramente com isso.

## Causas de corrupção
De acordo com o estudo Causes and Effects of Corruption: What Has Past Decade's Empirical Research Taught Us? a Survey, de 2017, os seguintes fatores foram atribuídos como causas de corrupção:
- Ganância
- Níveis mais altos de monopolização do mercado e política
- Baixos níveis de democracia, fraca participação civil e baixa transparência política
- Níveis mais altos de burocracia e estruturas administrativas ineficientes
- Baixa liberdade de imprensa
- Baixa liberdade econômica
- Grandes divisões étnicas e altos níveis de favoritismo de grupo
- Desigualdade de gênero
- Pobreza
- Instabilidade política
- Direitos de propriedade fracos
- Contágio de países vizinhos corruptos
- Baixos níveis de educação
- Falta de compromisso com a sociedade
- Desemprego
- Falta de políticas adequadas contra a corrupção

## Métodos
Na corrupção sistêmica e na grande corrupção, vários métodos de corrupção são usados simultaneamente com objetivos semelhantes.

### Suborno

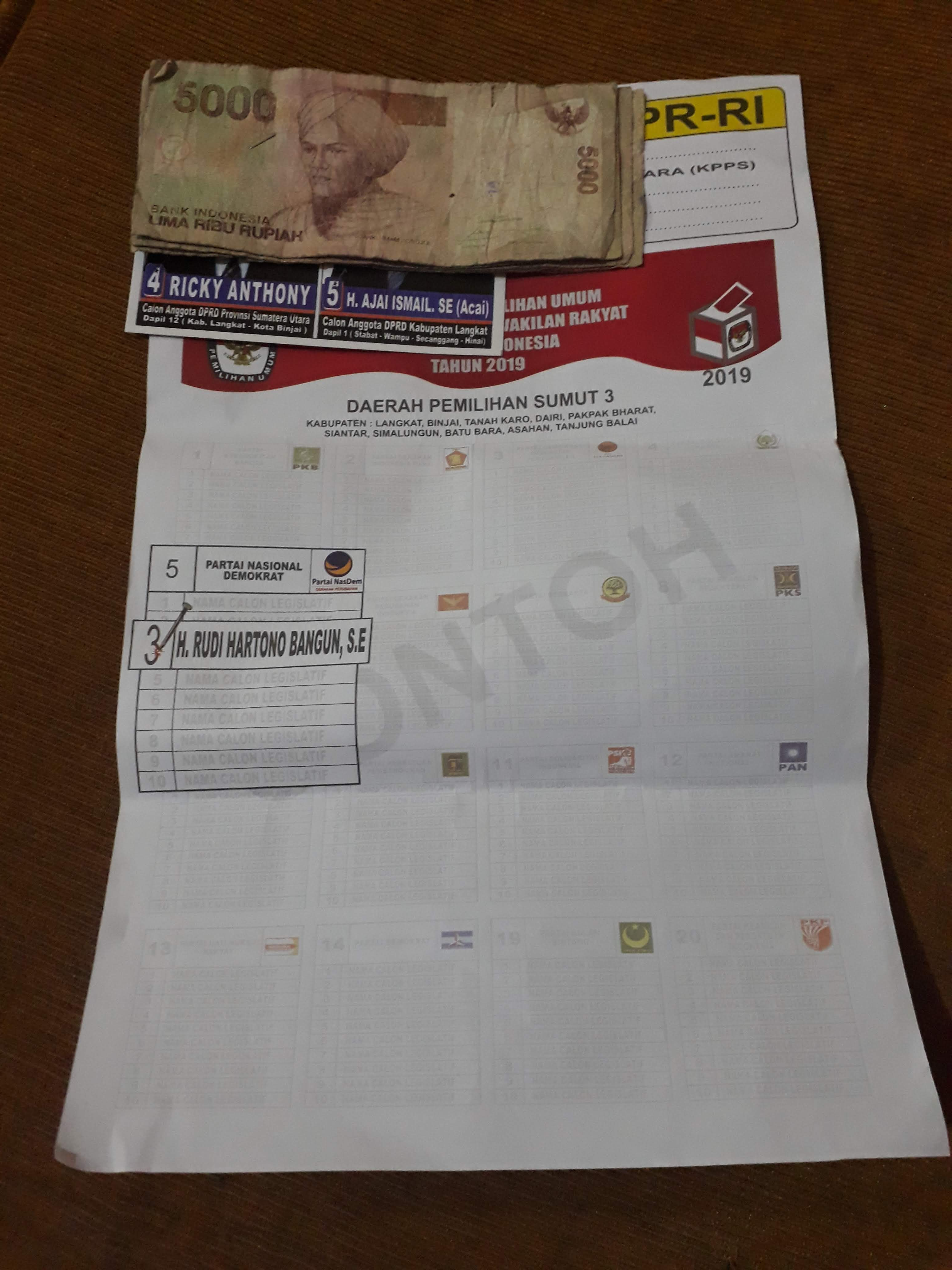
Um folheto eleitoral com uma nota de dinheiro grampeada.

O suborno envolve o uso indevido de presentes e favores em troca de ganho pessoal. Isso também é conhecido como propina ou, no Oriente Médio, como baksheesh. É uma forma comum de corrupção. Os tipos de favores concedidos são diversos e podem incluir dinheiro, presentes, imóveis, promoções, cargos, favores sexuais, benefícios aos funcionários, ações da empresa, privilégios, entretenimento, emprego e benefícios políticos. O ganho pessoal que é dado pode ser qualquer coisa, desde tratamento preferencial até ter uma indiscrição ou crime negligenciado.

### Peculato ou desvio

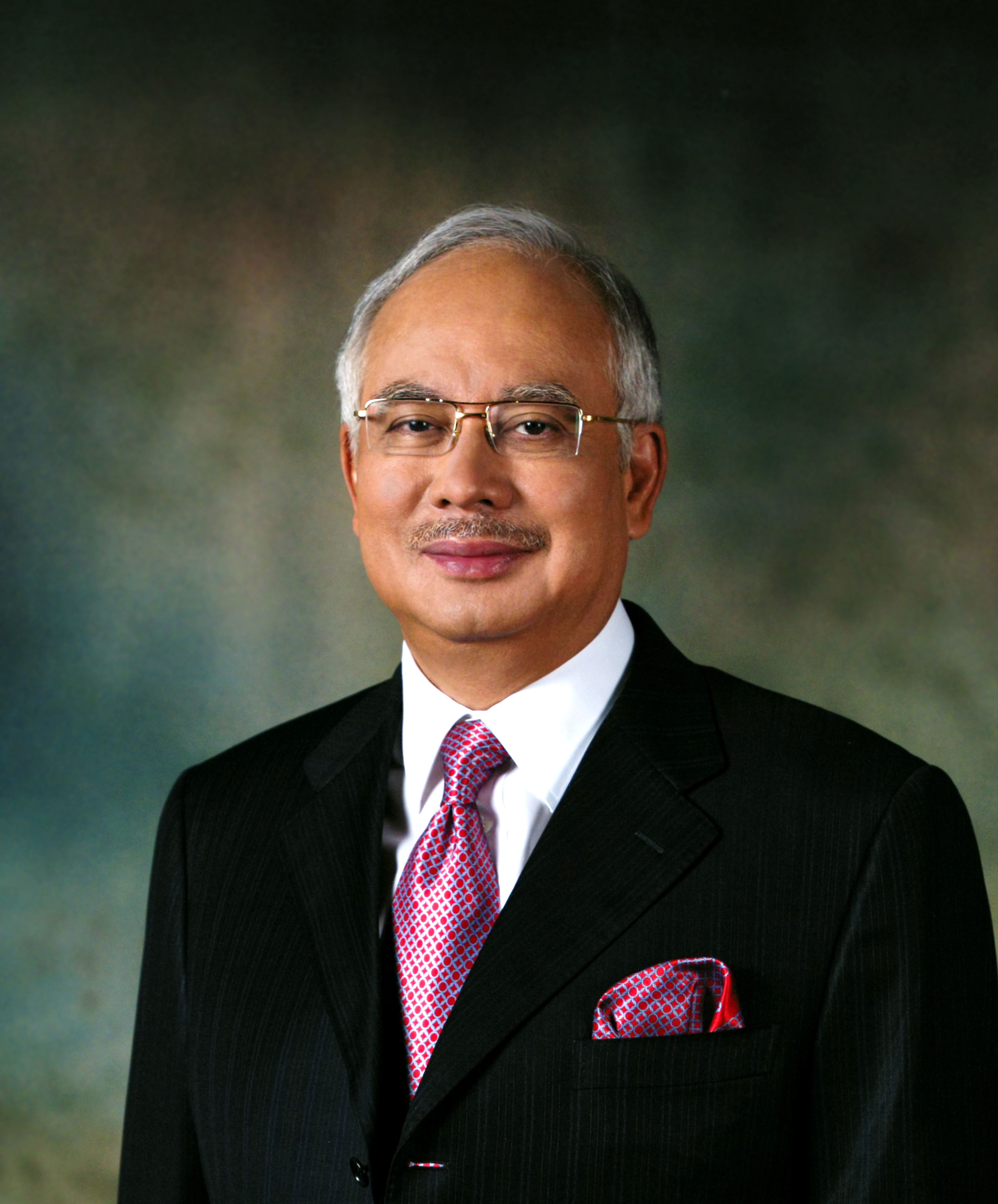
O ex-primeiro-ministro da Malásia, Najib Razak, foi considerado culpado no julgamento por corrupção relacionado ao escândalo bilionário do 1MDB.

Peculato é a apropriação fraudulenta de bens pessoais por alguém a quem foi confiado, é frequentemente associado à apropriação indevida de dinheiro. O peculato pode ocorrer independentemente de o réu ficar com os bens pessoais ou transferi-los para terceiros.

### Tráfico de influência
Tráfico de influência é uso de poder ou influência em nome de outra pessoa em troca de dinheiro ou favores.

### Fisiologismo, nepotismo e clientelismo
Fisiologismo, nepotismo e clientelismo envolvem o favorecimento não do autor da corrupção, mas de alguém a ele relacionado, como um amigo, familiar ou membro de uma associação. Exemplos incluem contratar ou promover um membro da família ou membro da equipe para uma função para a qual não está qualificado, que pertence ao mesmo partido político que você, independentemente do mérito.

## Prevenção de corrupção
R. Klitgaard postula que a corrupção ocorrerá se o ganho corrompido for maior que a penalidade multiplicada pela probabilidade de ser pego e processado:
Ganho pela corrupção > Penalidade × Probabilidade de ser pego e processado
O grau de corrupção será, então, uma função do grau de monopólio e discrição (poder sem limites) para decidir quem deve obter o quanto, por um lado, e o grau em que esta atividade é responsabilizável e transparente, por outro lado. Ainda assim, essas equações (que devem ser entendidas de forma qualitativa e não quantitativa) parecem não ter um aspecto: um alto grau de monopólio e discrição acompanhado de um baixo grau de transparência não leva automaticamente a corrupção sem qualquer fraqueza moral ou integridade insuficiente. Além disso, as baixas penalidades em combinação com uma baixa probabilidade de ser capturado apenas levam à corrupção se as pessoas tendem a negligenciar a ética e o compromisso moral. A equação original de Klitgaard foi, portanto, alterada por C. Stephan para:
- Grau de corrupção = Monopólio + Discrição – Transparência – Moralidade

Segundo Stephan, a dimensão moral tem um componente intrínseco e extrínseco. A componente intrínseca refere-se a um problema de mentalidade, o componente extrínseco a circunstâncias externas como pobreza, remuneração inadequada, condições de trabalho inapropriadas e procedimentos inoperacionais ou complicados que desmoralizam as pessoas e permitem que busquem soluções "alternativas".
De acordo com a equação de Klitgaard alterada, a limitação do monopólio e do poder discricionário do regulador dos indivíduos e um alto grau de transparência através de supervisão independente por organizações não governamentais (ONGs) e a mídia, mais acesso público a informações confiáveis, podem reduzir o problema. Djankov e outros pesquisadores abordaram de forma independente o importante papel que a informação desempenha na luta contra a corrupção com evidências tanto dos países em desenvolvimento como em países desenvolvidos.

### Melhorar a participação da sociedade civil
A criação de mecanismos de baixo para cima, promovendo a participação dos cidadãos e incentivando os valores de integridade, responsabilidade e transparência são componentes cruciais do combate à corrupção. A partir de 2012, a implementação dos "Centros de Advocacia e Assessoria Jurídica (ALACs)" na Europa levou a um aumento significativo no número de reclamações de cidadãos contra atos de corrupção recebidas e documentadas além do desenvolvimento de estratégias de boa governação envolvendo cidadãos dispostos a lutar contra a corrupção.